# برانکو میکولیچ
برانکو میکولیچ (انگلیسی: Branko Mikulić؛ ۱۰ ژوئن ۱۹۲۸ – ۱۲ آوریل ۱۹۹۴) سیاست‌مدار اهل یوگسلاوی بود. وی از ۱۵ مه ۱۹۸۶ تا ۱۶ مارس ۱۹۸۹ نخست‌وزیر یوگسلاوی بود.
برانکو میکولیچ در ۱۲ آوریل ۱۹۹۴، در سن ۶۵ سالگی بر اثر سرطان ریه درگذشت.